# Магомедилаев, Мурад Сапигаджиевич
Мурад Сапигаджиевич Магомедилаев (16 января 1988, Махачкала, Дагестанская АССР, РСФСР, СССР) — российский дзюдоист, победитель и призёр Сурдлимпийских игр по дзюдо. Заслуженный мастер спорта России (спорт глухих).

## Биография
Дзюдо начал заниматься в 2002 году в махачкалинском СШОР по единоборствам у тренеров Магомеда Бадуева, Шамиля Шейхова и Шамиля Алиева. На чемпионатах мира 2008 и 2012 годов становился серебряным призёром. 8 сентября 2009 в финале Сурдлимпийских игр в Тайпэе уступил представителю Франции. 11 июня 2012 года в подмосковномЗеленограде выиграл чемпионат России по дзюдо среди инвалидов по слуху. 2 августа 2013 года стал победителем Сурдлимпийских игр в Софии. В середине мая 2016 года в Зеленограде стал серебряным призёром чемпионата России среди глухонемых. В июле 2017 года в составе сборной России стал серебряным призёром Сурдлимпийских игр в Самсуне в командных соревнованиях.